# Cratoneuron longicostatum
Cratoneuron longicostatum är en bladmossart som beskrevs av Bai Xue-liang 1997. Cratoneuron longicostatum ingår i släktet Cratoneuron och familjen Amblystegiaceae. Inga underarter finns listade i Catalogue of Life.